# 博福尔奶酪
博福尔奶酪（法語：Beaufort，法語發音：[bofɔʁ]）是一種硬質的芝士，产自法國的博福尔地区（pays de Beaufort）。博福尔奶酪被製成圓筒狀，側邊很高，頂部略向內凹，重量約40千克。博福尔奶酪的芝士肉切面平滑細緻，很堅實，平面甚少洞眼及裂縫。博福尔奶酪聞起來像堅果及太妃糖，味道帶鹽味。博福尔奶酪的成熟期至少需要6個月，比一般的芝士略長。